# Rhabarber (Gattung)
Rhabarber (Rheum) ist eine Pflanzengattung in der Familie der Knöterichgewächse (Polygonaceae). Sie ist in Asien weit verbreitet.

## Beschreibung

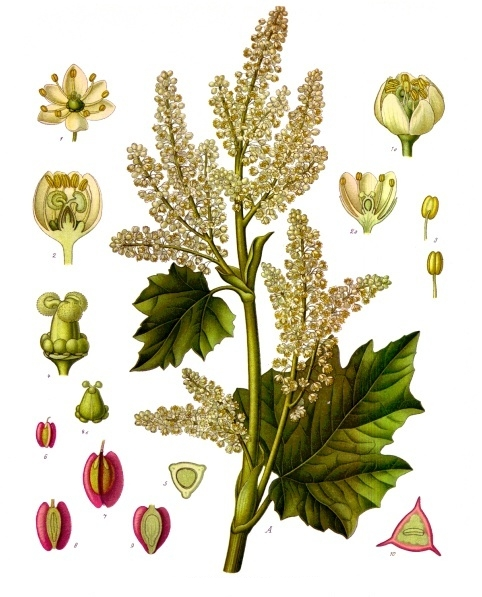
Illustration des Chinesischen Rhabarbers (Rheum palmatum) aus Köhler’s Medizinalpflanzen

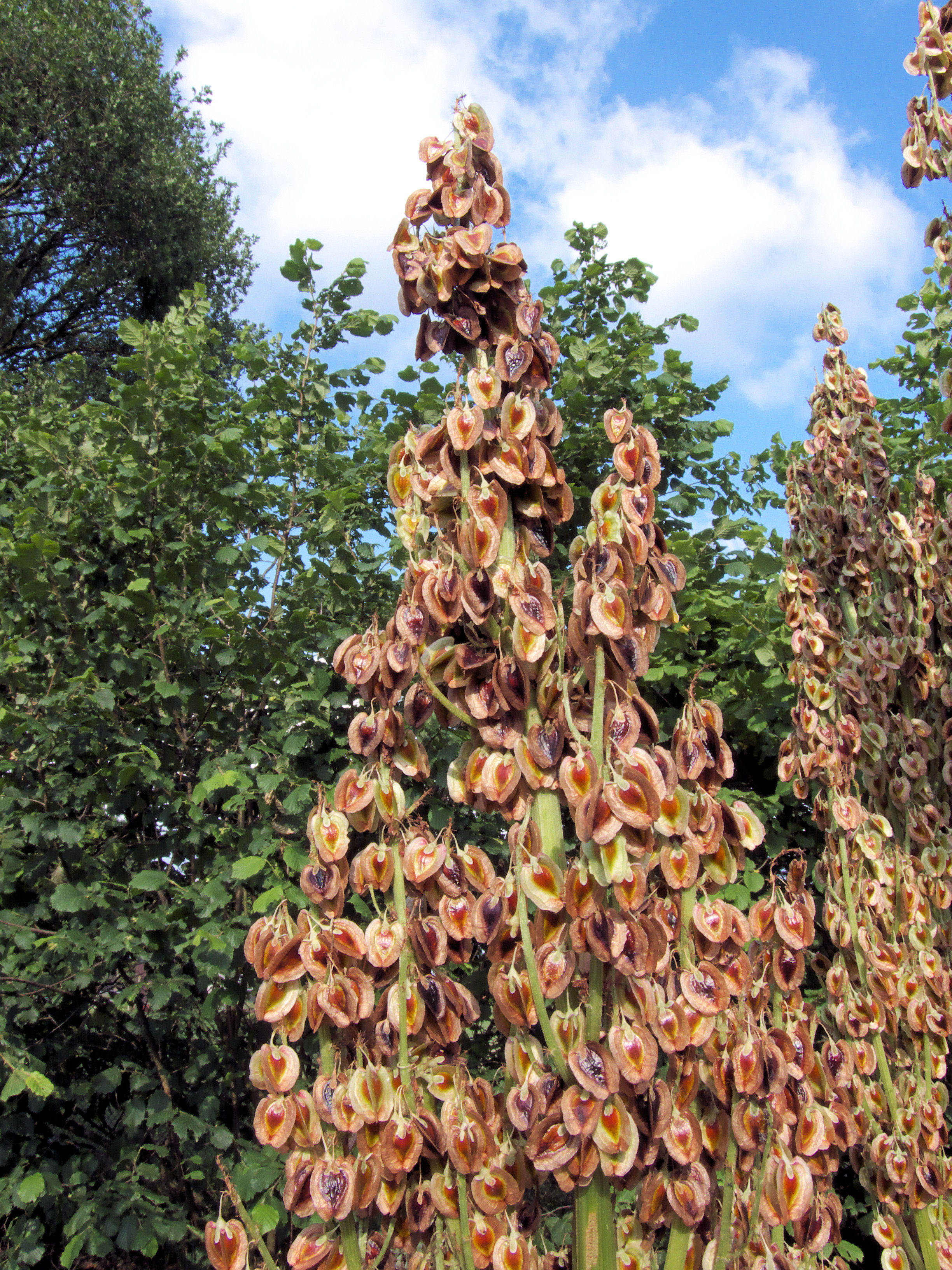
Ausschnitt eines Fruchtstandes des Gemeinen Rhabarbers (Rheum rhabarbarum)

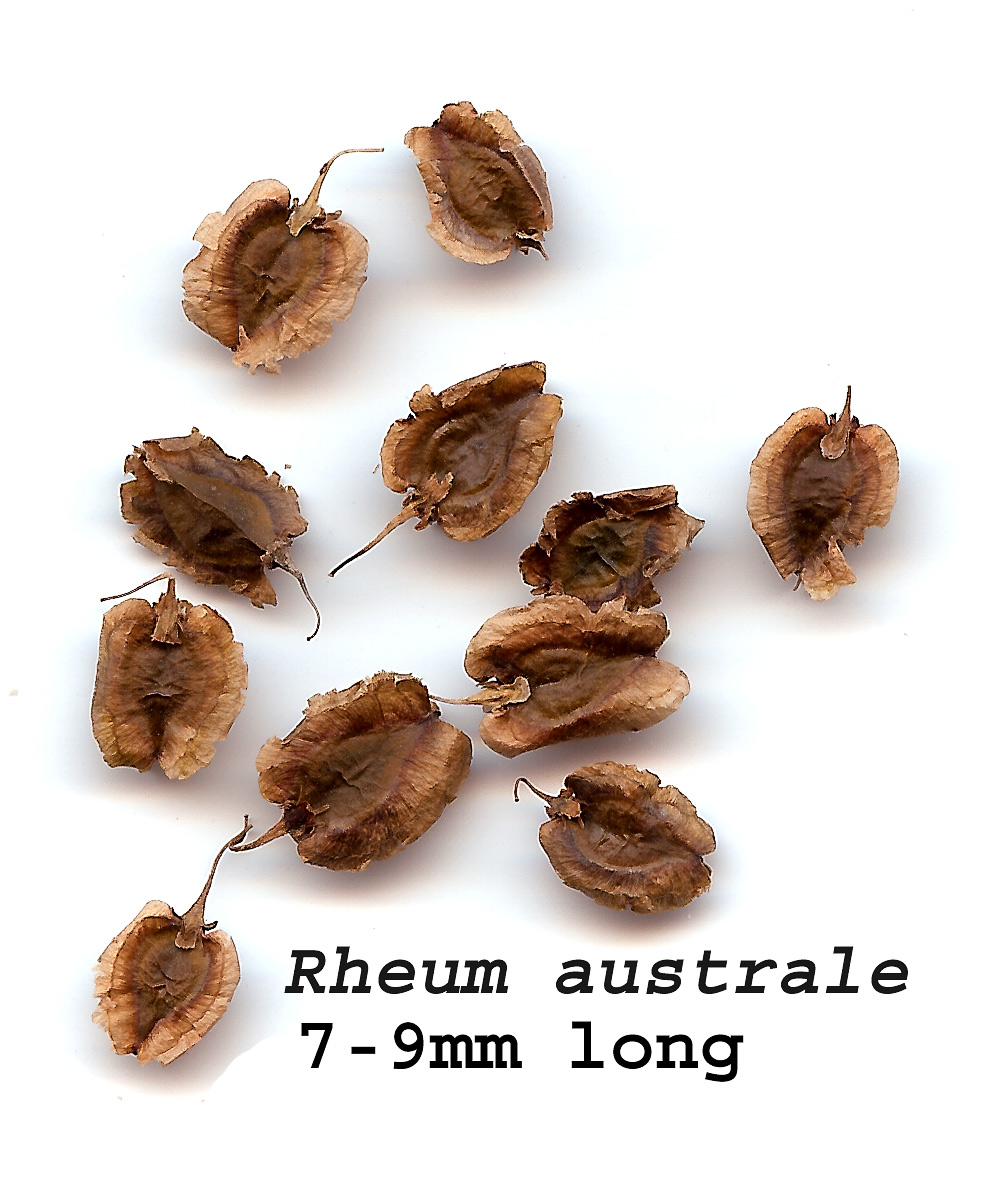
Geflügelte Frucht des Emodi-Rhabarber (Rheum australe)

### Erscheinungsbild und Blätter
Rheum-Arten wachsen als ausdauernde krautige Pflanzen. Sie bilden unterirdische, dicke Rhizome als Überdauerungsorgane. Die gedrungenen Wurzeln sind lang. Der sehr kurze bis lange Stängel ist aufrecht, oft hohl, glatt oder gefurcht und kahl oder steif behaart. Die unterschiedlich geformten Trichome sind ein wichtiges Bestimmungsmerkmal.
Die wechselständigen Laubblätter sind grundständige Rosetten und oft auch am Stängel angeordnet, wobei die grundständigen viel größer sind als die stängelständigen. Das typische Merkmal der Unterfamilie, die Ochrea, ist eine häutige bis trockenhäutige, röhrige Scheide an der Blattstielbasis, die von den verwachsenen Nebenblättern gebildet wird, sie ist bei den meisten Rheum-Arten relativ groß mit glattem Rand. Der oft lange Blattstiel ist fleischig. Die große, einfache Blattspreite ist gewellt, gezähnt oder handförmig gelappt. Es liegt eine handförmige Blattnervatur vor.

### Blütenstände und Blüten
Der Blütenstandsschaft ist gegliedert. Es werden ein oder mehrere aufrechte Gesamtblütenstände gebildet, die einfach oder verzweigt und meist rispig, seltener ährig oder kugelig sind und in denen die Blüten in büschelförmigen Wickeln (Teilblütenständen) zusammen stehen. Die büschelförmigen Wickel stehen jeweils über einer Ochrea.
Die relativ kleinen Blüten sind zwittrig oder oft eingeschlechtig. Wenn eingeschlechtige Blüten vorhanden sind, dann sind die Arten polygamo-monözisch. Es sind zwei Kreise mit je drei Blütenhüllblättern vorhanden, entweder sind sie bei beiden Kreisen gleich oder die des äußeren Kreises sind etwas größer; sie können frei oder an ihrer Basis verwachsen sein. Die Blütenhüllblätter sind auch noch an der Frucht erhalten. Die meist neun, selten sieben oder acht Staubblätter sind an einem Ring mit den Blütenhüllblättern verwachsen. Meist drei Fruchtblätter sind zu einem oberständigen Fruchtknoten verwachsen. Die meist drei kurzen Griffel stehen horizontal und enden in zurückgekrümmten, aufgeblähten Narben.

### Früchte und Samen
Die meist dreieckige Frucht ist meist dreikantig oder -flügelig. Die Flügel sind je nach Art sehr unterschiedlich in Größe und Farbe. Die Samen enthalten einen geraden Embryo mit zwei breiten Keimblättern (Kotyledonen).

## Etymologie
Der deutsche Name Rhabarber leitet sich ab vom spätlateinischen rhabarbarum (auch reubarbarum) in Bezug auf eine seit der Antike von der Schwarzmeerküste bezogene Rheum-Art (Anm.) – wahrscheinlich Rheum rhaponticum L. (als Reuponticum) oder (wie Otto Beßler annahm) Rheum palmatum (als Reubarbarum). Früher wurde der altgriechische Begriff ῥᾶ rhā auf den alten griechischen Namen der Wolga (Ῥᾶ Rhā́) zurückgeführt, da das Hauptanbaugebiet der Pflanze an der Wolgamündung gelegen haben soll. Wahrscheinlicher ist aber eine Anlehnung an altpersisch rēwend „Rhabarberart“ über bedeutungsgleich griechisch ῥῆον rhḗon. In lateinischer Zeit wurde, um auf die fremdländische Herkunft hinzuweisen, das griechischstämmige barbarus („ausländisch, fremd“; vergleiche Barbar) angehängt.
Der moderne Gattungsname wurde vom griechischen ῥῆον rhḗon durch Latinisierung abgeleitet.

## Systematik und Verbreitung
Die Gattung Rheum wurde 1753 durch Carl von Linné in Species Plantarum, 1, S. 371–372 aufgestellt. Als Lektotypus wurde 1929 Rheum rhaponticum L. durch Hitchcock in Prop. Brit. Bot., 151 festgelegt. Der Gattungsname Rheum leitet sich vom griechischen Wort rheon ab. Dieser Name wurde schon von Dioscorides als Pflanzenname, wahrscheinlich für den von ihm beschriebenen Rheum rhaponticum L. („Pontischer Rhabarber“, lateinisch auch Rheum ponticum), dessen Wurzelstöcke in der Antike aus den Küstenländern des Schwarzen Meers bezogen wurden, vielleicht auch eine andere Rheum-Art, verwendet. Die Gattung Rheum gehört zur Tribus Rumiceae in der Unterfamilie Polygonoideae innerhalb der Familie Polygonaceae.
Viele der Rheum-Arten lassen sich morphologisch nur schwer unterscheiden, außerdem neigen sie zur Bastardierung und so sind selbst in Botanischen Gärten Exemplare oft falsch bestimmt. Die Gattung Rheum wird in etwa acht Sektionen gegliedert; molekulargenetische und chemotaxonomische Untersuchungen zeigen, dass die Eingliederung der Arten in die Sektionen neu bearbeitet werden muss. Bei den Sorten des Kultur-Rhabarbers (Rheum ×hybridum) handelt es sich um Hybriden mit unterschiedlichen Arten als Eltern.
Die Rheum-Arten weisen Areale in gemäßigten bis subtropischen Gebieten Asiens auf. Hauptsächlich gedeihen sie in bergigen Gebieten und Wüsten der Qinghai–Tibetischen Hochebene und angrenzenden Gebieten. In China kommen etwa 38 Arten vor, 19 davon nur dort.

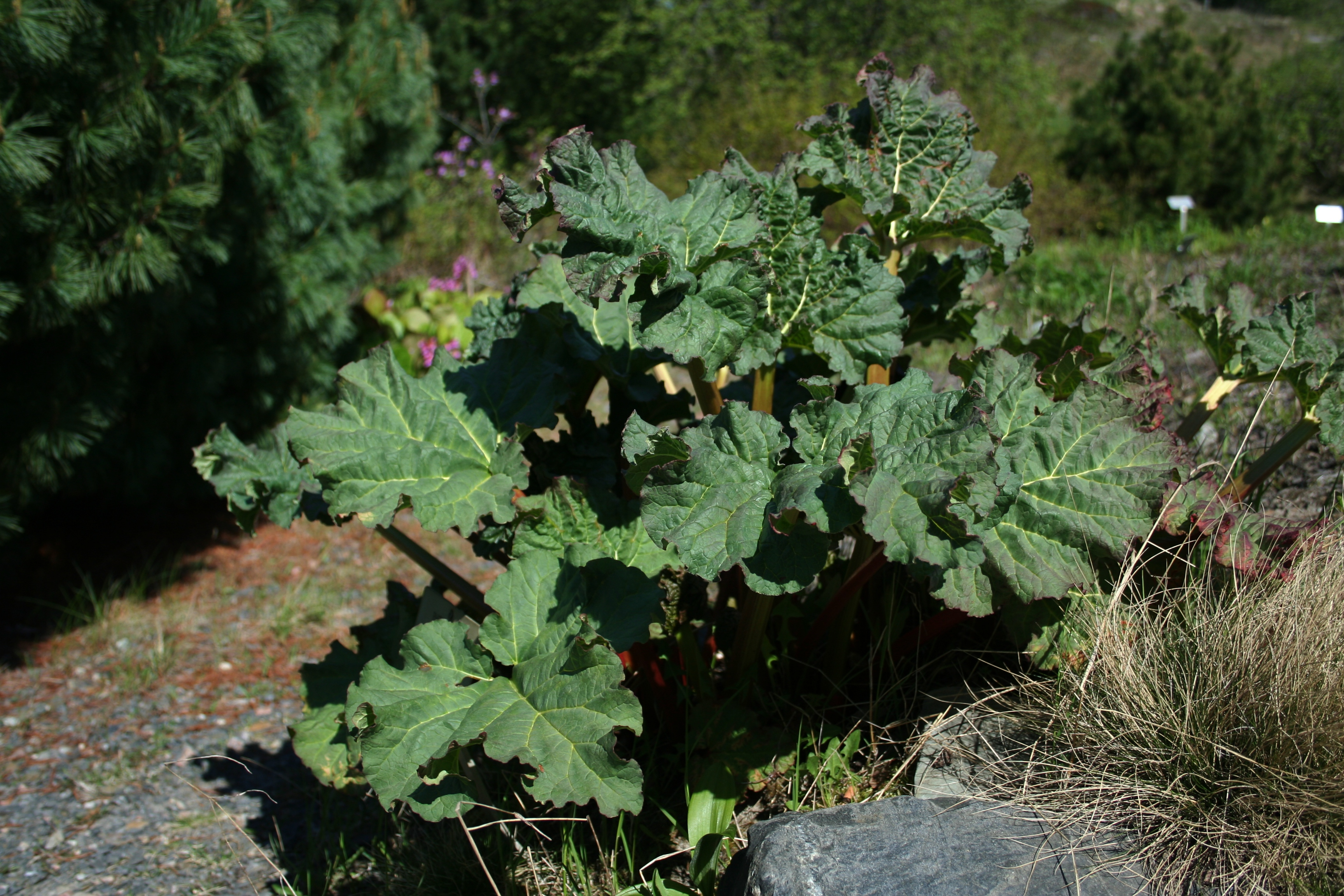
Habitus und Laubblätter des Emodi-Rhabarber (Rheum australe)

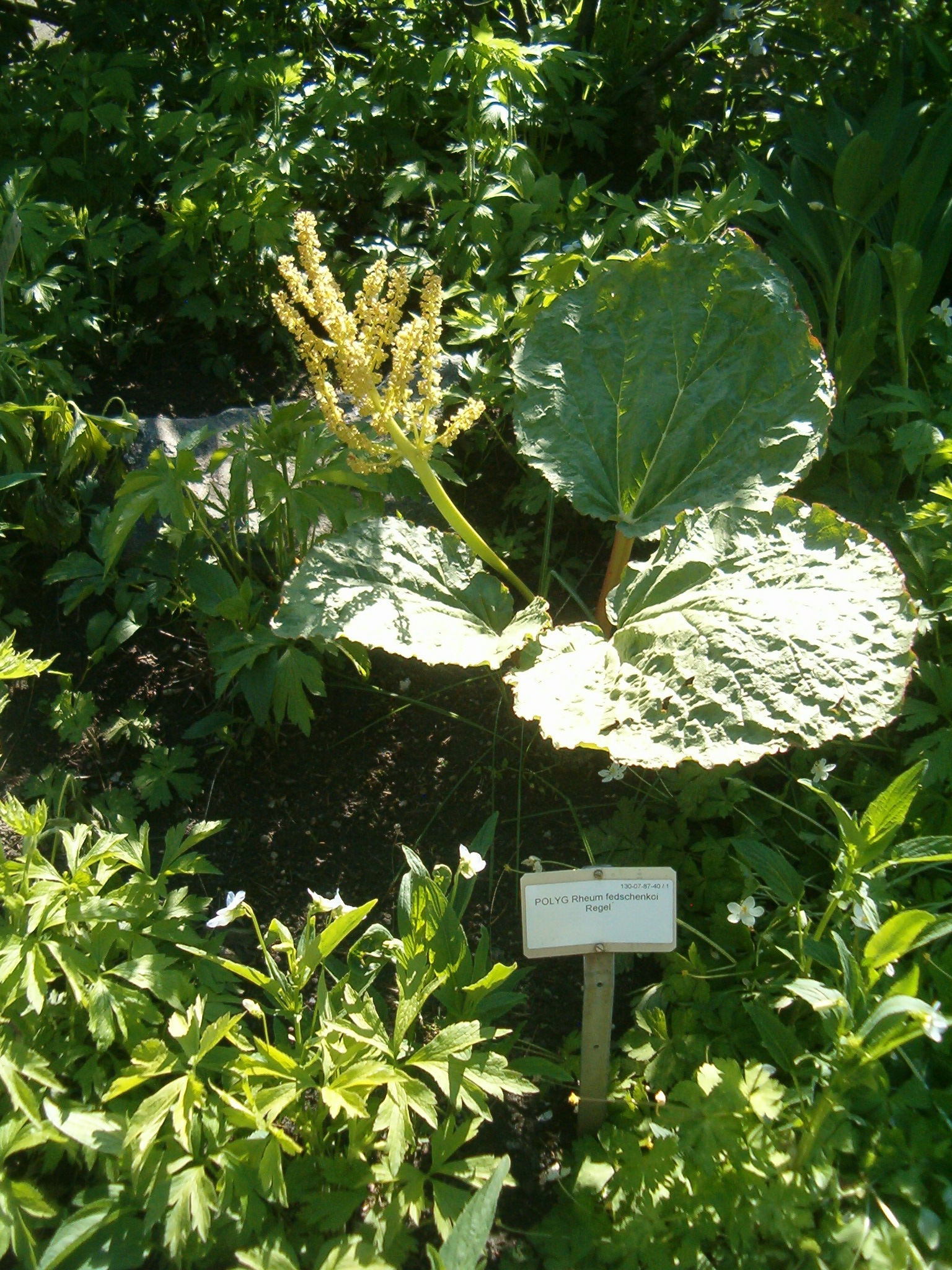
Habitus und Blütenstand von Rheum fedtschenkoi

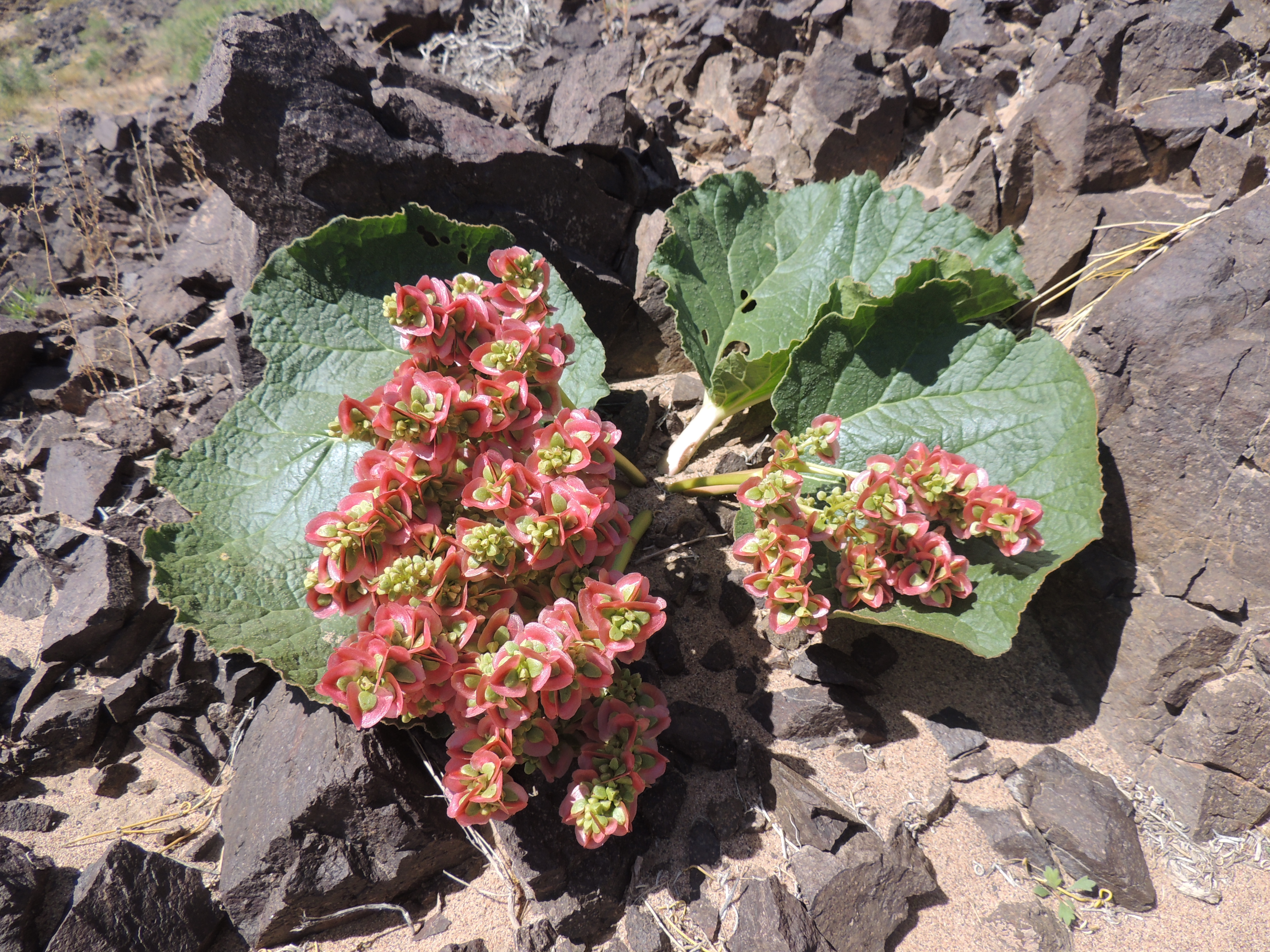
Habitus und Blütenstand von Rheum nanum

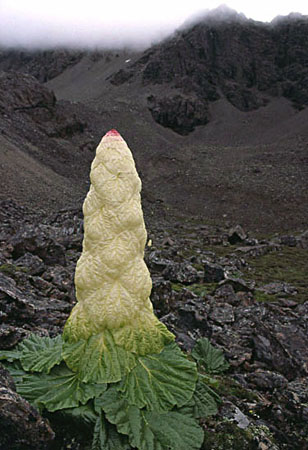
Habitus von Rheum nobile am Naturstandort

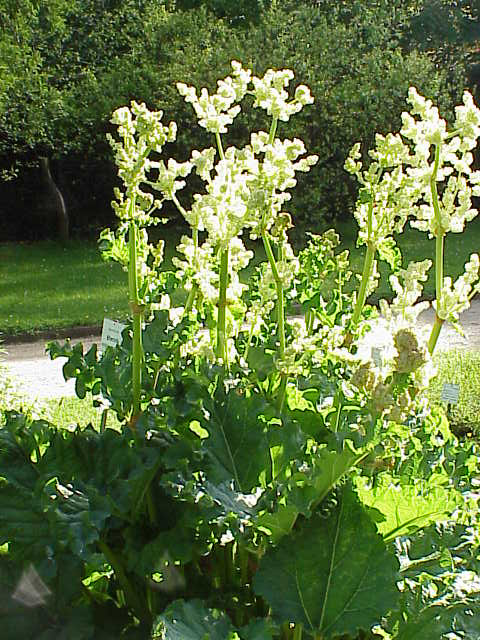
Habitus und Blütenstand von Rheum officinale

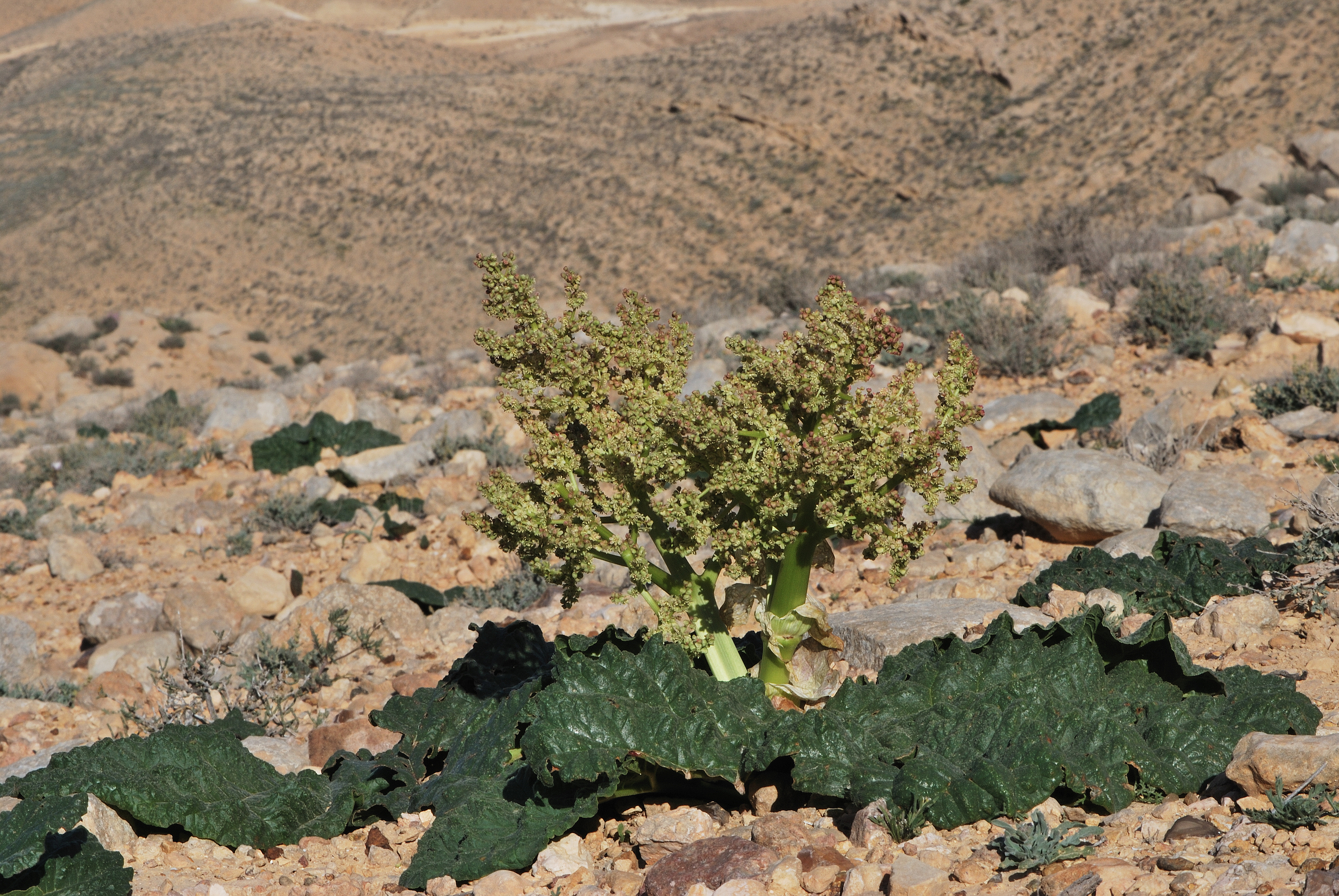
Habitus und Blütenstand von Rheum palaestinum am Naturstandort

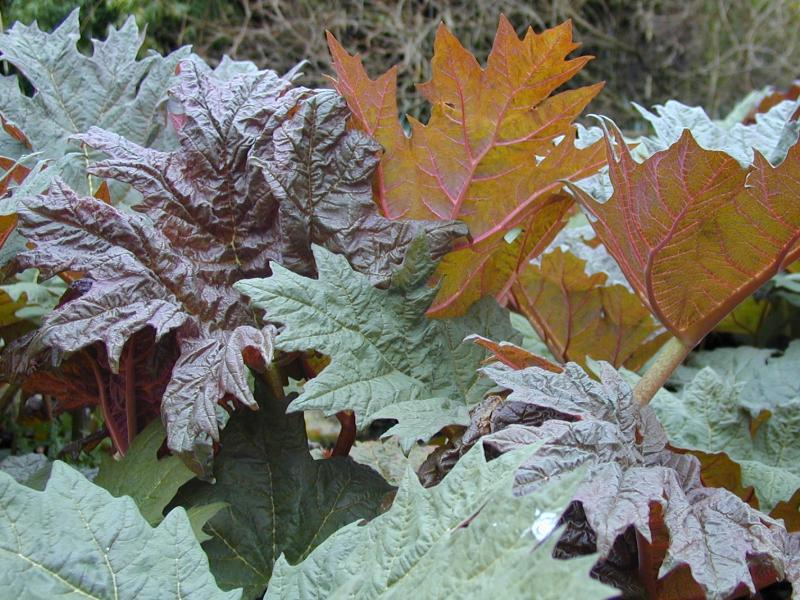
Laubblätter von Rheum tanguticum (Syn.: Rheum palmatum var. tanguticum)

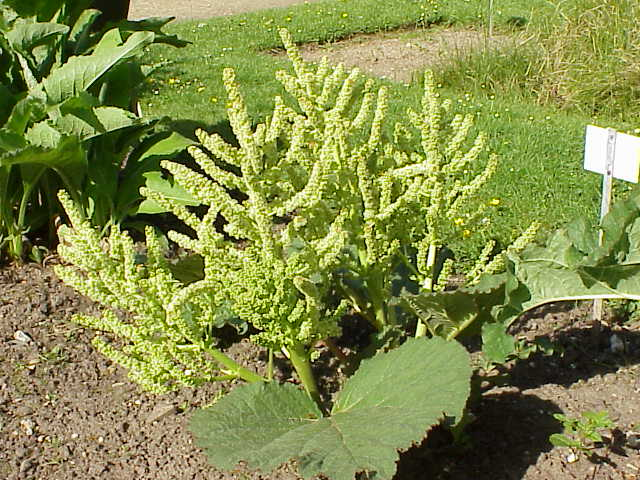
Habitus und Blütenstand von Rheum tibeticum

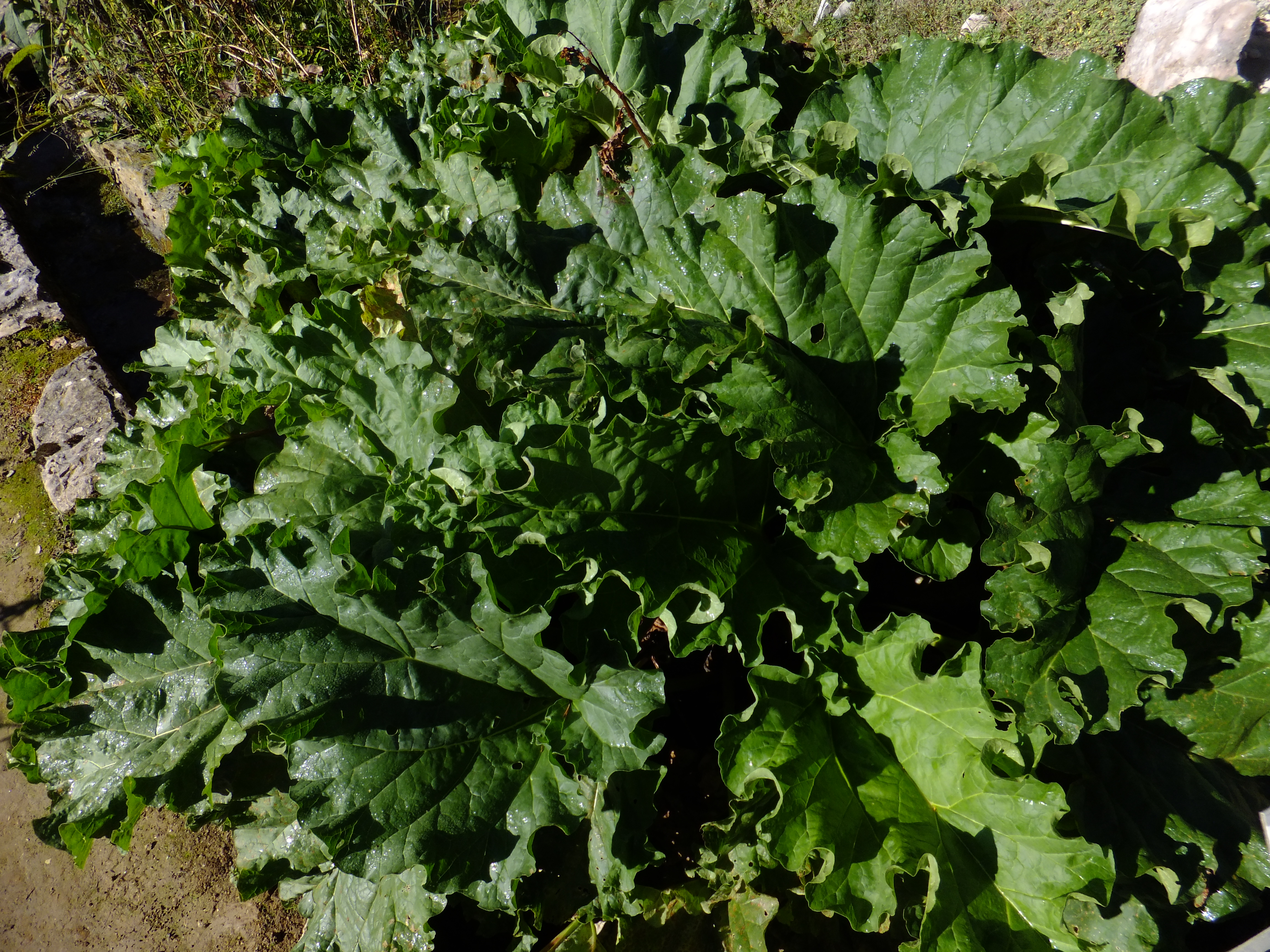
Habitus und Laubblätter von Rheum webbianum

Es gibt etwa 60 Arten in der Gattung Rheum (hier mit Angaben zu ihren Vorkommen):
- Rheum acuminatum Hook. f. & Thomson (Syn.: Rheum orientalixizangense Y.K.Yang, J.K.Wu & Gasang): Sie ist weit verbreitet von Indien, Kaschmir, Bhutan, Nepal, Sikkim Myanmar bis Tibet und in die chinesischen Provinzen südliches Gansu, Sichuan sowie Yunnan.
- Rheum alexandrae Batalin: Sie gedeiht an Hängen in Höhenlagen von 3000 bis 4600 Metern in den chinesischen Provinzen westliches Sichuan, nordwestliches Yunnan sowie im östlichen Tibet.[11]
- Rheum altaicum Losinsk.: Sie kommt in Kasachstan, der Mongolei, im russischen Altai sowie im nördlichen Xinjiang. In Xinjiang gedeiht sie in Wäldern und Tälern in Höhenlagen von 1900 bis 2400 Metern.[11]
- Emodi-Rhabarber (Rheum australe D.Don, Syn.: Rheum emodi Wall. ex Meisn.): Er ist weit verbreitet von Indien, Pakistan, Nepal, Sikkim bis Myanmar und Tibet. Aus ihm wird die Droge Rheum-emodi-Wurzel gewonnen.
- Rheum compactum L.: Sie ist in Kasachstan, in Russlands Fernen Osten und in Sibirien sowie im nördlichen Xinjiang beheimatet. In Xinjiang gedeiht sie an Hängen in Höhenlagen von etwa 2000 Metern.[11]
- Rheum darwazicum V.S.Titov ex Losinsk.: Sie kommt nur in Tadschikistan vor.
- Rheum delavayi Franch.: Sie kommt in Bhutan, Nepal und den chinesischen Provinzen westliches Sichuan sowie nördliches Yunnan vor.
- Rheum fedtschenkoi Maxim. ex Regel: Sie kommt nur in Tadschikistan vor.
- Rheum forrestii Diels: Sie gedeiht nur an Hängen in Höhenlagen von etwa 3000 Metern in Tibet und in Sichuan sowie Yunnan.[11]
- Rheum glabricaule Sam.: Dieser Endemit gedeiht zwischen Felsen in Höhenlagen von 3000 bis 3500 Metern nur in Gansu.[11]
- Rheum globulosum Gage: Sie kommt nur in Sikkim sowie im zentralen und südlichen Tibet vor. In Tibet gedeiht sie an Hängen in Höhenlagen zwischen 4500 und 5000 Metern.[11]
- Rheum hotaoense C.Y.Cheng & T.C.Kao: Sie gedeiht an Hängen und Rinnen in Höhenlagen von 1000 bis 1800 Metern in Gansu, Shaanxi sowie Shanxi.[11]
- Kultur-Rhabarber[1] oder Garten-Rhabarber (Rheum ×hybridum Murray, Syn.: Rheum ×cultorum Thorsrud & Reisaeter nom. nud., Rheum rhabarbarum auct., Rheum rhaponticum auct.): Kultur-Rhabarber ist eine Hybride, an der mehrere Arten beteiligt sind und welcher ab dem 18. Jahrhundert gezüchtet wurde.
- Rheum inopinatum Prain: Dieser Endemit gedeiht an Hängen in Höhenlagen von 4000 bis 4200 Metern nur im zentralen und südlichen Tibet.[11]
- Rheum kialense Franch.: Sie gedeiht an Hängen und in Wäldern in Höhenlagen von 2800 bis 3900 Metern in Gansu, Sichuan sowie Yunnan.
- Rheum korshinskyi V.S.Titov ex Losinsk.: Sie kommt nur in Tadschikistan vor.
- Rheum laciniatum Prain: Dieser Endemit gedeiht auf Hügeln in Höhenlagen von etwa 3000 Metern nur im nördlichen Sichuan.[11]
- Rheum lhasaense A.J.Li & P.G.Xiao: Dieser Endemit gedeiht an grasigen Hängen in Höhenlagen von 4200 bis 4600 Metern nur in der Umgebung des tibetischen Lhasa.[11]
- Rheum likiangense Sam. (Syn.: Rheum ovatum C.Y.Cheng & T.C.Kao): Sie gedeiht in Wäldern und auf strauchbestandenen Wiesen in Höhenlagen von 2500 bis 4000 Metern im östlichen Tibet, südwestlichen Sichuan sowie nordwestlichen Yunnan.[11]
- Rheum lucidum Losinsk.: Sie kommt nur in Tadschikistan vor.
- Rheum lobatum Losinsk.: Sie kommt nur in Kirgisistan vor.
- Rheum macrocarpum Losinsk.: Sie kommt nur in Kirgisistan vor.
- Rheum maculatum C.Y.Cheng & T.C.Kao: Sie kommt nur in Sichuan vor.
- Rheum maximowiczii Losinsk.: Sie ist im nordöstlichen Afghanistan, Kirgisistan, Tadschikistan sowie östlichen Usbekistan verbreitet.
- Rheum moorcroftianum Royle: Sie ist im Himalaja-Raum verbreitet. Sie gedeiht in Nepal in Höhenlagen zwischen 3600 und 4400 Metern. Im zentralen und westlichen Tibet gedeiht sie an den Ufern von Fließgewässern in Höhenlagen zwischen 4500 und 5300 Metern. Vorkommen gibt es auch in Afghanistan, Indien, Pakistan sowie östlichen Tadschikistan.[11]
- Rheum nanum Siev. ex Pall. (Syn.: Rheum cruentum Sievers ex Pallas, Rheum leucorrhizum Pallas): Sie ist in Kasachstan, der Mongolei, im westlichen Sibirien und den chinesischen Provinzen Gansu, zentrales und westlichen Nei Mongol sowie nordöstliches Xinjiang verbreitet.
- Rheum nobile Hook. f. & Thomson: Das Verbreitungsgebiet reicht von Afghanistan über Indien, Pakistan, Bhutan, Nepal, Sikkim und Myanmar bis ins südliche Tibet. In Tibet gedeiht sie an Hängen in Höhenlagen von 4000 bis 4800 Metern.[11]
- Rheum officinale Baill.: Sie kommt in den chinesischen Provinzen Guizhou, Henan, Hubei, Shaanxi, Sichuan, Yunnan und vielleicht auch Fujian in Höhenlagen von 1200 bis 4000 Metern vor.[11]
- Rheum palaestinum Feinbrun: Sie gedeiht in bergigen Wüstengebieten in Palästina, Israel und Jordanien.
- Rheum palmatum L., Syn.: Rheum potaninii Losinsk., Rheum qinlingense Y.K.Yang, J.K.Wu & D.K.Zhang, Rhabarbarum palmatum Moench[12], Handlappiger Rhabarber, Medizinalrhabarber: Mit zwei oder drei Varietäten in Tibet und in den chinesischen Provinzen Gansu, Hubei, Nei Mongol, Qinghai, Shaanxi, Sichuan sowie Yunnan[10]. Dort gedeiht er an Hängen und in Tälern in Höhenlagen von 1500 bis 4400 Metern.[11] In Italien ist er ein Neophyt. Er wird im europäischen Teil Russlands angebaut. Die Wurzeln und Rhizome werden medizinisch genutzt und die Droge wird Rhei radix = Rhabarberwurzel genannt. Der echte Chinesische Rhabarber wurde erst in den 1870er Jahren als Rheum palmatum L. (Medizinalrhabarber) nach kultivierten Samen identifiziert, die der russische Geograph und Erforscher Zentralasiens Nikolai Michailowitsch Prschewalski aus China nach Sankt Petersburg mitbrachte. Um diesen Nachweis hatte sich Johann August Carl Sievers 1789 vergeblich bemüht.
- Rheum plicatum Losinsk.: Sie kommt nur in Kirgisistan vor.
- Rheum pumilum Maxim.: Sie gedeiht an Hängen in Höhenlagen von 2800 bis 4500 Metern in Gansu, Qinghai, Sichuan sowie Tibet.[11]
- Rheum racemiferum Maxim.: Sie kommt in China und vielleicht der Mongolei vor. In Gansu, Nei Mongol sowie Ningxia gedeiht sie an Hängen und Grasland in Höhenlagen von 1300 bis 2000 Metern.[11]
- Gemeiner Rhabarber oder Krausblättriger Rhabarber (Rheum rhabarbarum L., Syn.: Rhabarbarum verum Garsault, Rheum franzenbachii Münter, Rheum franzenbachii var. mongolicum Münter, Rheum undutalum L., Rheum undulatum var. longifolium C.Y.Cheng & T.C.Kao, Rheum macropterum Mart. ex Meisn.[13]): Diese Wildform kommt in Zentralasien vom östlichen Sibirien über die Mongolei bis in die chinesischen Provinzen Hebei, Heilongjiang, Hubei, Jilin, Nei Mongol sowie Shanxi vor. Es ist eine der Arten, aus denen der Garten-Rhabarber gezüchtet wurde.
- Rhapontik-Rhabarber oder Sibirischer Rhabarber (Rheum rhaponticum L., Rheum esculentum Salisb., Rheum rotundatum Stokes, Rheum sibiricum Pall.): Er kommt im südlichen Norwegen und südlichen Sibirien vor. Bei dem Vorkommen im südwestlichen Bulgarien dürfte es sich um schon vor langer Zeit aus Kultur verwilderte Pflanzen handeln. Sie wird gegessen und als Heilpflanze verwendet. Die Droge wird Rhei rhapontici radix genannt und zur Behandlung von Wechseljahresbeschwerden eingesetzt.
- Rheum rhizostachyum Schrenk: Sie kommt Kasachstan und Xinjiang vor. In Xinjiang gedeiht sie an Hängen in Höhenlagen von 2600 bis 4200 Metern.[11]
- Rheum rhomboideum Losinsk.: Dieser Endemit gedeiht an Hängen und auf Grasland in Höhenlagen von 4700 bis 5400 Metern im zentralen und östlichen Tibet.[11]
- Rheum ribes L.: Das Verbreitungsgebiet reicht vom nördlichen Pakistan und Afghanistan über Aserbaidschan, dem Iran sowie dem nördlichen Irak, Libanon, Syrien bis zur östlichen Türkei.
- Rheum rupestre Litv. ex Losinsk.: Sie kommt in Aserbaidschan und Turkmenistan vor.
- Rheum spiciforme Royle (Syn.: Rheum scaberrimum Lingelsheim ex Limpricht, Rheum przewalskyi Losinsk.): Sie ist in Afghanistan, Kaschmir, Pakistan, Bhutan, Sikkim, im westlichen Tibet und den chinesischen Provinzen Gansu, Qinghai sowie nordwestlichen Sichuan verbreitet.[11]
- Rheum subacaule Sam.: Dieser Endemit gedeiht auf Bergkuppen und an Hängen in Höhenlagen von 3500 bis 4300 Metern nur im westlichen Sichuan.[11]
- Rheum sublanceolatum C.Y.Cheng & T.C.Kao: Sie gedeiht an Hängen in Höhenlagen von 2400 bis 3000 Metern in Gansu, Qinghai sowie Xinjiang.[11]
- Rheum tataricum L. f. (Rheum caspicum Pallas, Rheum songaricum Schrenk): Sie ist in Afghanistan, Kasachstan, im europäischen Teil Russlands sowie im westlich Xinjiang verbreitet. In Xinjiang gedeiht sie auf Grasland, in Wüsten und Ebenen in Höhenlagen von 500 bis 1000 Metern.[11]
- Rheum tetragonopus Mart.
- Rheum tibeticum Maxim. ex Hook. f.: Sie ist in Afghanistan, Pakistan, Kaschmir und Tibet verbreitet. In Tibet gedeiht sie an Hängen in Höhenlagen von 4000 bis 4600 Metern.[11]
- Rheum turkestanicum Janisch.: Sie kommt nur in Turkmenistan vor.
- Rheum uninerve Maxim.: Sie ist in der Mongolei und den chinesischen Provinzen Gansu, Nei Mongol sowie östlichen Qinghai verbreitet. In China gedeiht sie an Hängen und Straßenrändern in Höhenlagen von 1100 bis 2300 Metern.[11]
- Rheum webbianum Royle: Sie ist im nordwestlichen Indien, Kaschmir, Pakistan, Nepal sowie südwestlichen Tibet verbreitet. In Tibet gedeiht sie an Hängen in Höhenlagen zwischen 3500 und 3600 Metern.[11] Die Wurzeln und Rhizome werden medizinisch genutzt.
- Rheum wittrockii C.E.Lundstr.: Sie ist in Kasachstan, Kirgisistan sowie Xinjiang verbreitet. In Xinjiang gedeiht sie an grasigen Hängen, in Wäldern und Rinnen in Höhenlagen von 1200 bis 2600 Metern.[11]
- Rheum yunnanense Sam.: Sie kommt in Myanmar sowie nordwestlichen Yunnan vor.

## Verwendung

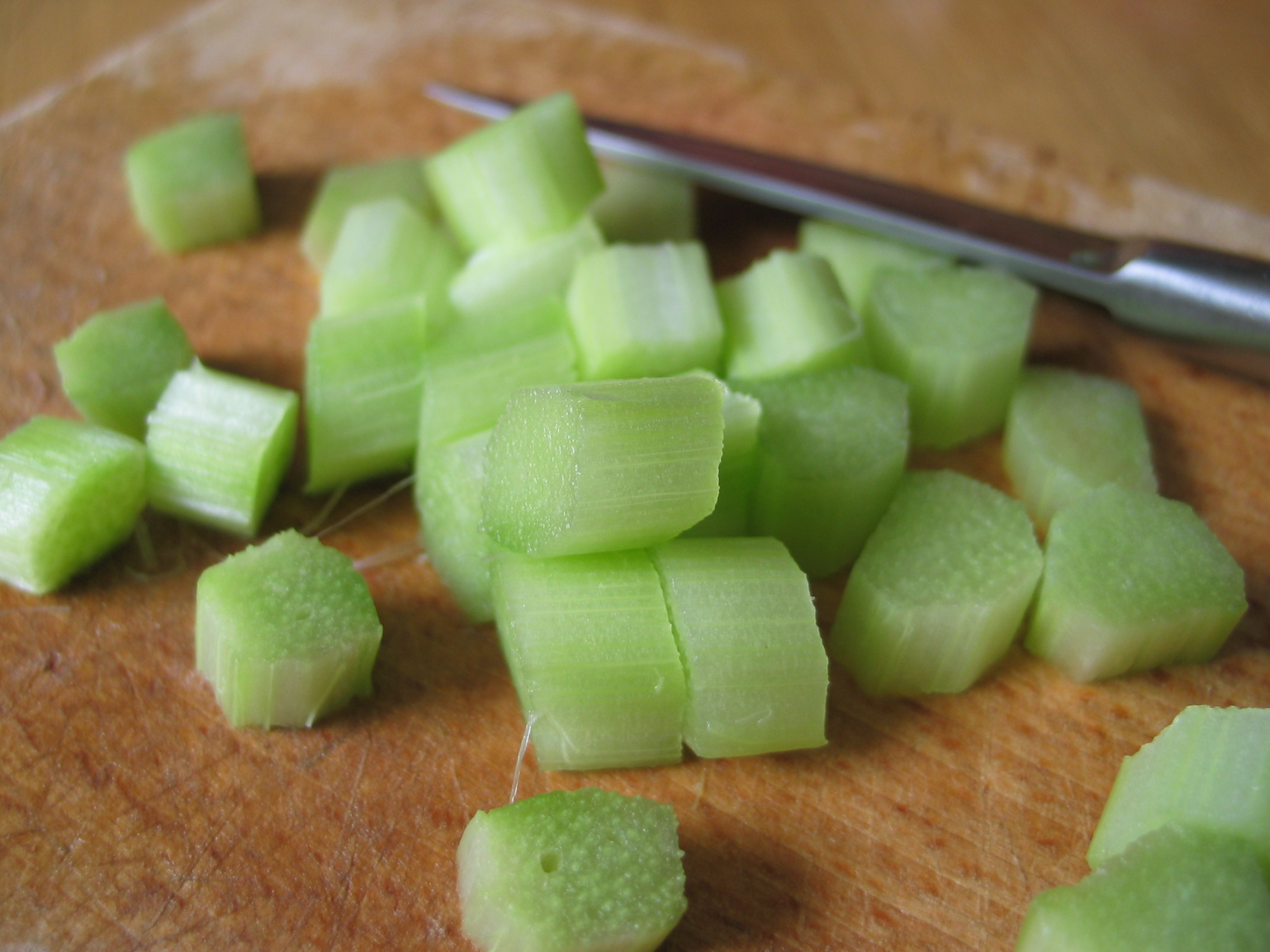
Küchenvorbereitung des Rhabarberblattstieles

Vom Menschen genutzte Arten (Auswahl):
Der Garten-Rhabarber oder Gemeine Rhabarber (Rheum × hybridum), der Rhabarber, der als Gemüse im Garten angebaut wird, ist eine verhältnismäßig junge Kulturform, die seit dem 18. Jahrhundert gezüchtet wurde. Er wurde erst mit dem Aufkommen preiswerten Zuckers zum verbreiteten Nahrungsmittel. Von ihm gibt es einige Sorten.
Der Gemeine Rhabarber wird als Nutzpflanze heute auf allen besiedelten Kontinenten in geeigneten Klimazonen angebaut. Eine besondere Form des Rhabarberanbaus wird für Yorkshire Forced Rhubarb angewendet.  Andere Arten wurden aufgrund ihres medizinischen Gebrauchs oder als Zierpflanzen vom Menschen verbreitet.
Einige Rhabarber-Arten besitzen eine lange Tradition in der Verwendung als Heilpflanze. Seit etwa 4000 Jahren wird der Chinesische Rhabarber oder Arznei-Rhabarber (Rheum officinale) in China als Arznei verwendet. Die Ärzte in Arabien und im Persien der Frühzeit machten vom Handförmigen Rhabarber (Rheum palmatum L.), der Kronrhabarberstaude, dem Medizinalrhabarber oder dem Tangutischen Rhabarber (Rheum palmatum) häufig Gebrauch. Auch heute noch wird die Rhabarberwurzel (Radix Rhei oder Rhizoma Rhei) in der Pharmazie als mildes Abführmittel verwendet.
Die im „Wurzelstock“ enthaltenen Gerbstoffe werden auf ihre Eignung als alternative Gerbemittel als natürliche, umweltschonende Alternative zu beispielsweise giftigen Chromverbindungen hin untersucht.
Die zu Brei zerkleinerten Wurzelteile können als natürliches Haarfärbemittel oder ähnlich wie Henna (Rotfärbung) verwendet werden.
Als Pflanzenschutzmittel kann ein Rhabarbersud (von Pflanzenteilen des Rheum × hybridum) dienen, durch den Pflanzenläuse vertrieben werden. 

## Inhaltsstoffe
Die Blätter aller Rhabarber-Arten und -Sorten enthalten Oxalsäure; zu gesundheitlichen Bedenken siehe unter Gemeiner Rhabarber.
Wurzeln und Stängel enthalten weiterhin Anthrachinone wie Emodin und Rhein. Zur qualitativen und quantitativen  Bestimmung kommen  nach angemessener Probenvorbereitung die Kopplungen von HPLC oder Gaschromatographie zur Anwendung. Die Inhaltsstoffe wirken schleimlösend und abführend. Ihre gelbe bzw. orange Farbe färbt den Urin. Außerdem lassen sich Haare mit diesen Anthrachinonen tönen.

## Mythologie
In der persischen Mythologie ist das erste Menschenpaar Marshyak und Marshyanak in neun Monaten aus einer Rhabarberpflanze (rêwena) gewachsen, und zwar mit den Händen an den Ohren dastehend. Der Mythos spielt hier vermutlich auf die Tatsache an, dass die Wurzel einer Rhabarberpflanze in der Form einem oder zwei menschlichen Körpern ähneln kann.